# Royal Rumble 1997
Royal Rumble 1997 è stata la decima edizione dell'annuale pay-per-view omonimo prodotto dalla World Wrestling Federation. L'evento ebbe luogo il 19 gennaio 1997 all'Alamodome di San Antonio, Texas.

## Evento
In questa edizione del royal rumble match accadde dei fatti più controversi accaduti in una rissa reale, ovvero una vittoria ottenuta in maniera sporca. Steve Austin venne eliminato da Bret Hart, ma non fu visto dagli arbitri, e così rientrò nel ring e dopo aver eliminato The Undertaker e Vader, eliminò Bret Hart, vincendo il match. Successivamente, Austin fu privato della title shot e fu assegnata ad Hart.
Il main event è stato Shawn Michaels contro Sycho Sid per il titolo del mondo WWF. Gli altri match importanti della card sono stati la Royal Rumble Match, con la vittoria controversa di Steve Austin, eliminando per ultimo Bret Hart. Vader contro The Undertaker e Hunter Hearst Helmsley contro Goldust con il titolo Intercontinentale in palio.

## Risultati
| #            | Risultati                                                                                       | Stipulazioni                                          | Durata |
| ------------ | ----------------------------------------------------------------------------------------------- | ----------------------------------------------------- | ------ |
| Dark         | Perro Aguayo Jr. e Venum hanno sconfitto Maniaco e Mosco de la Merced                           | Tag team match                                        | 10:01  |
| Dark         | Octagón, Blue Demon, Jr. e Tinieblas Jr. hanno sconfitto Heavy Metal, Abismo Negro e Histeria   | Six-man tag team match                                | 14:00  |
| Free for All | Mascarita Sagrada e La Parkita hanno sconfitto Mini Mankind e Mini Vader                        | Tag team match                                        | 04:29  |
| 1            | Hunter Hearst Helmsley (c) (con Curtis Hughes) ha sconfitto Goldust (con Marlena)               | Single match per il WWF Intercontinental Championship | 16:50  |
| 2            | Ahmed Johnson ha sconfitto Faarooq (con la Nation of Domination) per squalifica                 | Single match                                          | 08:48  |
| 3            | Vader (con Paul Bearer) ha sconfitto The Undertaker                                             | Single match                                          | 13:19  |
| 4            | Héctor Garza, Perro Aguayo e Canek hanno sconfitto Jerry Estrada, Heavy Metal e Fuerza Guerrera | Six-man tag team match                                | 10:56  |
| 5            | Steve Austin ha vinto eliminando per ultimo Bret Hart                                           | 30-man Royal Rumble match                             | 50:29  |
| 6            | Shawn Michaels (con Jose Lothario) ha sconfitto Sycho Sid (c)                                   | Single match per il WWF Championship                  | 13:49  |

### Royal Rumble match

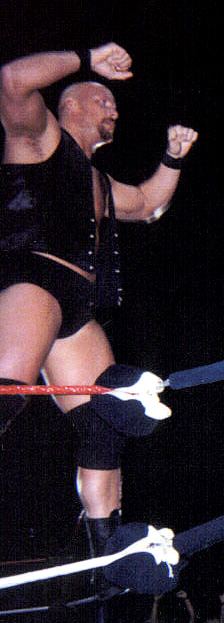
Stone Cold Steve Austin, vincitore del royal rumble match

L'intervallo di tempo tra l'entrata di un wrestler e il successivo era di 2 minuti circa
     – Vincitore
| #  | Superstar              | Ordine | Eliminato da            | Tempo |
| -- | ---------------------- | ------ | ----------------------- | ----- |
| 1  | Crush                  | 3      | Phineas Godwinn         | 06:17 |
| 2  | Ahmed Johnson          | 2      | da solo                 | 03:02 |
| 3  | Razor Ramon            | 1      | Ahmed Johnson           | 00:17 |
| 4  | Phineas I. Godwinn     | 4      | Steve Austin            | 02:52 |
| 5  | Steve Austin           |        | Vincitore               | 45:07 |
| 6  | Bart Gunn              | 5      | Steve Austin            | 00:26 |
| 7  | Jake Roberts           | 6      | Steve Austin            | 01:10 |
| 8  | The British Bulldog    | 8      | Owen Hart               | 08:04 |
| 9  | Pierroth               | 10     | Mil Máscaras            | 10:32 |
| 10 | The Sultan             | 7      | The British Bulldog     | 03:23 |
| 11 | Mil Máscaras           | 11     | da solo                 | 07:28 |
| 12 | Hunter Hearst Helmsley | 12     | Goldust                 | 06:42 |
| 13 | Owen Hart              | 17     | Steve Austin            | 08:29 |
| 14 | Goldust                | 13     | Owen Hart               | 05:33 |
| 15 | Cibernètico            | 9      | Mil Máscaras e Pierroth | 01:25 |
| 16 | Marc Mero              | 16     | Steve Austin            | 03:53 |
| 17 | Latin Lover            | 14     | Faarooq                 | 01:47 |
| 18 | Faarooq                | 15     | da solo                 | 00:41 |
| 19 | Savio Vega             | 18     | Steve Austin            | 00:41 |
| 20 | Jesse James            | 19     | Steve Austin            | 00:29 |
| 21 | Bret Hart              | 29     | Steve Austin            | 21:42 |
| 22 | Jerry Lawler           | 20     | Bret Hart               | 00:04 |
| 23 | Diesel                 | 28     | Bret Hart               | 17:49 |
| 24 | Terry Funk             | 24     | Mankind                 | 15:18 |
| 25 | Rocky Maivia           | 23     | Mankind                 | 13:01 |
| 26 | Mankind                | 25     | The Undertaker          | 12:20 |
| 27 | Flash Funk             | 21     | Vader                   | 06:12 |
| 28 | Vader                  | 26     | Steve Austin            | 10:06 |
| 29 | Henry O. Godwinn       | 22     | The Undertaker          | 06:11 |
| 30 | The Undertaker         | 27     | Steve Austin            | 06:46 |